# Parasite Eve II Original Soundtrack
Parasite Eve II: Original Soundtrack è la colonna sonora del videogioco Parasite Eve II  per PlayStation. L'album contiene le tracce musicali del gioco, composte da Naoshi Mizuta. È stato pubblicato il 29 gennaio 2002, da Tokyopop Pictures.

## Tracce

### Disco 1
1. Forbidden Power (Theme for Aya)
2. MIST
3. Aya Again
4. Don't Move!
5. Nightmare in the Battlefield
6. Deadly Calm
7. The First Encounter
8. Tower Rendezvous
9. Metamorphosis
10. Watch Out!
11. Ambush!
12. What the Hell Happened?
13. Do Something!
14. Weird Man
15. Return to the Base
16. Ghost Town
17. Hunt in Dryfield
18. Don't Shoot!
19. Douglas' Blues
20. Water Tower
21. Hiding Place
22. Dryfield
23. The Bottom of the Well
24. Stealth Assault
25. Heaven-sent Killer
26. The Depth of Aya's Memory
27. From Dusk Till Dawn
28. Vagrants
29. Dark Field
30. Gigantic Burner
31. Douglas' Grief

### Disco 2
1. Voice of Mitochondria
2. Pick Up The Guantlet
3. Abandoned Mine
4. Into the Shelter
5. Wipe Out the Creatures
6. Hold Your Breath
7. Crawling Waste Emperor
8. Chase
9. Sigh of Relief
10. Passing Through the Sewer, You'll Find...
11. Battle on the Waterside
12. Inner Part of the Shelter
13. Innermost Part of the Shelter
14. Negative Heritage
15. Man Made Nature
16. Ark
17. Fool's Paradise
18. Mitochondria Reactor
19. Mental Deranger
20. Stalker
21. Cruelty of Eve's Fate
22. Killing Field
23. Golem Soldiers
24. Prestige of A Nation
25. Intrusion
26. Brace Yourself
27. Brahman
28. Distorted Evolution
29. Logic of the Superpower
30. Aya's Diary
31. Epilogue
32. Gentle Rays
33. Weird Man (Delete-Core Mix)
34. Hiding Place (Comfortable Mix)
35. OMAKE